# Oudecapelle
Oudecapelle, en néerlandais Oudekapelle, est une section de la ville belge de Dixmude située en Région flamande dans la province de Flandre-Occidentale. C'était une commune à part entière avant la fusion des communes de 1977 quand elle fut intégrée dans la nouvelle commune de Driekapellen avant de devenir une section de Dixmude en 1977.

## Démographie

### Évolution démographique
- Sources : INS, Rem. : 1831 jusqu'en 1970 = recensements[2].

## Histoire

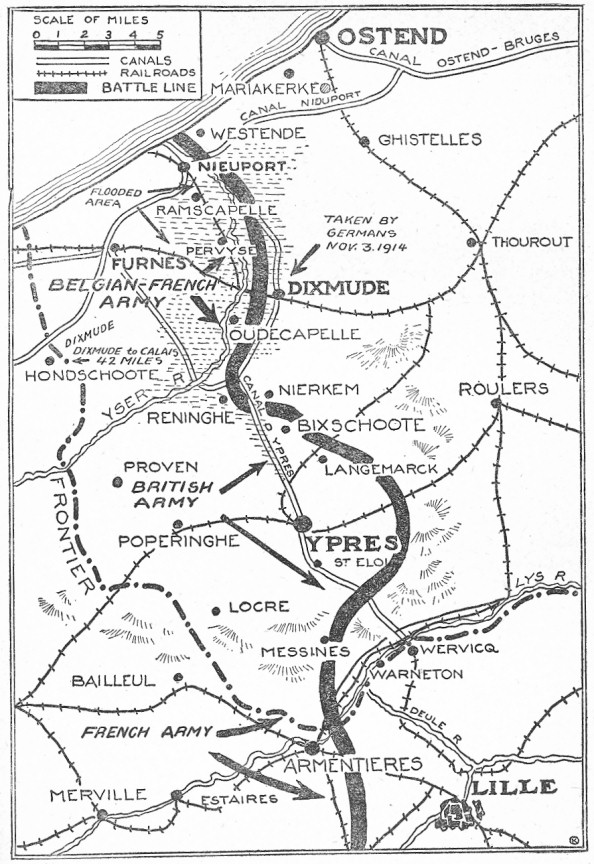
Front de l'Yser en 1914.